# Derrick Favors
Derrick Bernard Favors (Atlanta, Geòrgia, 15 de juliol de 1991) és un jugador de bàsquet de la plantilla dels Utah Jazz de l'NBA. Amb 2,08 metres d'alçària, juga en la posició d'aler-pivot.